# Missing: Germany
Missing: Germany (titre original : Missing: Germany) est un roman policier de Don Winslow écrit en 2017  puis traduit en français et publié en 2018,.

## Résumé
Franck Decker est invité près de Miami en Floride chez le promoteur immobilier milliardaire Charles Sprague en compagnie de tous leurs anciens camarades d'unité de Marines en Irak. Charles a notamment sauvé la vie de Franck lorsque,  leur véhicule blindé venant d'exploser, il l'avait sorti des flammes, y laissant la moitié de son visage. Franck, ayant prolongé son séjour de quelques jours près de la résidence de Charles, est appelé par ce dernier à la suite de la disparition de sa femme Kim, partie faire du shopping et jamais revenue. Franck commence alors une enquête sur le passé de Kim, soupçonnant qu'il y dénichera des indices qui pourront l'aider à la retrouver.
Alors que Kim présente ses parents comme décédés à la suite d'un accident de la route, Franck retrouve leurs traces à Jasper, un petit village de Floride. John et Elaine Woodkey n'ont plus eu de nouvelles de leur fille Carolynne depuis ses dix-huit ans et son départ pour l'université. Franck découvre que le pasteur du village l'a mis enceinte, qu'elle a avorté puis a quitté ses parents dans la foulée.
De retour à Miami, Franck se rend au domicile de la meilleure amie de Kim, Sloane Payton. Il surprend un quinquagénaire nanti arrivant chez elle et un petit interrogatoire confirme vite fait ses soupçons : Sloane arrondit ses fins de mois en faisant commerce de son corps, par l'intermédiaire d'une agence d'escort girls, Elite Modeling. Elle lui avoue assez vite qu'avec Kim et une autre amie appelée Andra, elles ont participé à bon nombre de soirées fines en compagnie du gratin de Miami. Mais elles ont raccroché une fois un mari trouvé. Juste au moment où Sloane lui raconte tout cela sur le petit balcon de son appartement, elle reçoit une balle en pleine tête et s'écroule morte dans les bras de Franck.
Parvenant à discerner d'où provient la balle, Franck s'y rue dans l'espoir de coincer le tireur. Il parvient à le rattraper et se rend compte lors d'un affrontement avec trois tireurs qu'il a affaire avec la mafia russe. Il parvient à s'en tirer vivant après avoir tué un des Russes.
Le lendemain, Charles appelle Franck pour lui annoncer qu'il a reçu une demande de rançon s'élevant à cinq millions de dollars en échange de sa femme. Franck décide de se charger de l'échange. Mais il est confronté à trois jeunes trafiquants de drogue ayant eu vent de la disparition de Kim et ayant essayé d'en profiter, ce qui mène deux d'entre eux à la mort.
En parallèle, la piste des tuteurs russes mène à un parrain de la mafia installé en Allemagne. Franck devine que ce dernier, à la suite d'une opération immobilière dans laquelle Charles était impliqué, cherche à récupérer une dette de Charles en faisant travailler sa femme dans le domaine où elle excellait avant de se marier. Il décide de se rendre en Allemagne pour tenter de la retrouver.
Franck se rend successivement à Munich, Stuttgart, Francfort, Cologne, Essen, Dortmund, Brunswick, Magdebourg puis Berlin ; dans chacune de ses villes, il prend contact avec l'agence d'escort girls la plus huppée dans l'espoir de tomber sur une photo de Kim. Sa dernier destination, Berlin, est celle qui lui permet enfin de tomber sur la femme de son ancien camarade des Marines. Il découvre que l'agence Elite Modeling appartient à Alexandra « Andra » Vann, elle-même travaillent pour la mafia russe. Grâce aux vidéos tournées lors de soirées fines, cette mafia fait chanter un ensemble d'hommes politiques et de chefs d'entreprises en Europe et aux États-Unis. En collaboration avec la police fédérale allemande, Franck parvient à faire tomber le réseau entier mais découvre que Kim en faisait partie. Il la ramène quand même à Charles pour tenir sa promesse mais récupère au passage cinq millions de dollars lui permettant de créer une fondation destinée à la recherche de personnes disparues, fondation dont il sera un salarié.

## Éditions
- Missing: Germany, 2017[1]
- Missing: Germany, Seuil, 8 mars 2018, trad. Philippe Loubat-Delranc, 320 p.  (ISBN 978-2-02-134728-9)
- Missing: Germany, Points, coll. « Points Policier » no P5029, 16 mai 2019, trad. Philippe Loubat-Delranc, 384 p.  (ISBN 978-2-7578-7553-7)